# KK Zagreb
Košarkaški klub Zagreb – chorwacki zawodowy klub koszykarski z siedzibą w Zagrzebiu. Obecnie rozgrywa spotkania w ramach ligi chorwackiej, adriatyckiej i po raz pierwszy gra w Eurolidze.

## Historia
Klub został założony w 1970 roku pod nazwą KK Siget. W 1976 roku zmienił nazwę na KK Novi Zagreb (Nowy Zagrzeb). Gdy Chorwacja odzyskała niepodległość z nazwy usunięto "Novi" i taka nazwa pozostała do dzisiaj. Od początku istnienia klubu, koszykarze KK Zagrzeb nazywani są mrówkami, jako symbol ciężkiej pracy i ducha zespołu.
KK Zagrzeb potrzebował aż 19 lat, by awansować do pierwszej ligi. Klub zawsze był w cieniu innego klubu z tego samego miasta - Cibony Zagrzeb, jednak na początku lat 90 zyskał reputację, jako jeden z lepszych zespołów w kraju.

### Historia nazw
- 1970-76 KK Siget
- 1976-91 OKK Novi Zagreb
- 1991-07 KK Zagreb
- 2007-11 KK Zagreb Croatia Osiguranje (Zagreb CO)

## Znani zawodnicy
- Mario Kasun
- Sean May
- Damir Mulaomerović
- Sašo Ožbolt
- Josip Sesar
- Mario Stojić
- Marko Tomas
- Ante Tomić
- Luka Žorić